# Kalek
Kalek (in tedesco Kallich) è un comune della Repubblica Ceca facente parte del distretto di Chomutov, nella regione di Ústí nad Labem.
Nel comune sorge Gabrielina Huť, villaggio abbandonato dopo la Seconda guerra mondiale.